# Daniel LaPlante
 (novembre 2023).
Daniel J. LaPlante (né le 15 mai 1970) est un meurtrier américain condamné à plusieurs peines d'emprisonnement à perpétuité pour les meurtres de Priscilla Gustafson et de ses deux enfants en 1987 à Townsend, Massachusetts.

## Jeunesse
LaPlante vivait chez sa mère et son beau-père. En grandissant à Townsend, LaPlante a été agressé sexuellement et psychologiquement par de nombreux adultes au cours de sa vie, notamment son père, son beau-père et son psychiatre. Le père de LaPlante était responsable de la majorité des abus. Il a également eu des difficultés à l'école. On lui a diagnostiqué une dyslexie à un âge précoce, certains de ses camarades de classe le décrivaient comme "inquiétant" et "étrange". Adolescent, il a été orienté vers un psychiatre, qui l'a diagnostiqué avec un trouble de l'hyperactivité, en raison de son comportement anormal, de son apparence et de son manque d'hygiène.

## Meurtres et procédure judiciaire
Le 1er décembre 1987, LaPlante entra dans la maison de Priscilla Gustafson à Townsend, une institutrice de maternelle . Priscilla, qui était enceinte, a été retrouvée face contre terre sur son lit, les oreillers couverts de son sang. LaPlante l'avait violée et tiré dessus à plusieurs reprises à bout portant. LaPlante a noyé ses deux enfants (Abigail, 7 ans et William, 5 ans) dans des salles de bains séparées.
Un an plus tard, LaPlante a été condamné à trois peines d'emprisonnement à perpétuité pour les meurtres des Gustafson. Le 22 mars 2017, une audience de nouvelle condamnation pour LaPlante a eu lieu à la Cour supérieure du Middlesex à Woburn, Massachusetts. LaPlante a demandé une réduction de sa peine. À l'audience, il a été mentionné que lors de son premier appel[Quand ?], des décisions de justice antérieures ont été citées selon lesquelles les mineurs reconnus coupables de meurtre devraient avoir une opportunité significative de réintégrer la société. Il existe également une nouvelle loi autorisant « les mineurs reconnus coupables de meurtres commis avec une extrême cruauté et des atrocités à demander une libération conditionnelle après avoir passé au moins 30 ans derrière les barreaux ». Le juge a cependant confirmé la condamnation de LaPlante à trois peines consécutives d'emprisonnement à vie, avec possibilité de libération conditionnelle après 45 ans, après qu'un psychiatre légiste ait évalué LaPlante et constaté qu'il n'avait aucun remords pour ses crimes.

## Couverture médiatique
LaPlante a été présenté dans la saison 2, épisode 1 de la série Your Worst Nightmare d'Investigation Discovery "Bump in the Night".
LaPlante a également été présenté dans la saison 1, épisode 2 de la série "Phrogging: Hider in My House"  de Lifetime Channel "Footsteps in the Attic", qui documentait les crimes commis avant les meurtres de Gustafson.